# Pierre Schapira
Pierre Schapira (28 de abril de 1943) é um matemático francês.
Foi aluno de Jacques-Louis Lions, e obteve um doutorado com uma tese sobre hiperfunções de Mikio Satō, já conhecidas na França por André Martineau. Isto lhe oportunizou um convite em 1971 para a Universidade de Quioto, onde encontrou Masaki Kashiwara. Foi professor da Universidade Sorbonne Paris Nord na década de 1980 e é professor da Universidade Pierre e Marie Curie desde a década de 1990.
Foi palestrante convidado do Congresso Internacional de Matemáticos em Quioto (1990: Sheaf theory for partial differential equations). É fellow da American Mathematical Society.

## Obras
- Basic teachings of mathematical sciences, volume 292, with Kashiwara, Christian Houzel: Sheaves on Manifolds, Springer Verlag 1990, 3rd Edition 2002
- com Masaki Kashiwara: Categories and Sheaves, Grundlehren der mathematischen Wissenschaften, Volume 332, Springer Verlag 2006, ISBN 978-3-540-27949-5
- Theory of Hyperfunctions, Lecture Notes in Mathematics, volume 126, Springer Verlag 1970
- Microdifferential system in the complex domain, principles of mathematical sciences, volume 269, Springer Verlag 1985
- com Kashiwara: Microlocal study of sheaves, Astérisque, volume 128, SMF (Société Mathematique de France), 1985
- com Kashiwara: Ind-Sheaves, Astérisque, volume 271, Société Mathématique de France, 2001